# Jan Nowak-Jeziorański
Jan Nowak-Jeziorański (egentligen Zdzisław Antoni Jeziorański), född 3 oktober 1914 i Berlin, död 20 januari 2005 i Warszawa, var en polsk journalist och författare.
Jan Nowak-Jeziorański verkade från 1940 i det ockuperade Polen under täcknamnen Jan Nowak, Jan Kwiatkowski och Adalbert Kozlowski inom avdelningen för psykologisk krigföring i den polska underjordiska armén, som fallskärmsofficer, och förbindelseofficer med den polska exilregeringen i London. 
Från 1948 var Jan Nowak radiojournalist på war Nowak på BBC i London och mellan 1952 och 1975 chef för den polskspråkiga avdelningen på  Radio Free Europe i  München.
Han återvände 2002 till Polen.